# Andréi Lazarov
Andréi Lazarov (en macedonio: Андреј Лазаров; Kočani, ARY Macedonia, 8 de septiembre de 1999-Kočani, Macedonia del Norte, 16 de marzo de 2025) fue un futbolista normacedonio que jugó en la posición de centrocampista.

## Carrera

### Club
| Periodo   | Club                   |
| --------- | ---------------------- |
| 2018-2022 | FK Rabotnichki         |
| 2019-2020 | → GFK Tikvesh (cedido) |
| 2022-2023 | GFK Tikvesh            |
| 2023–2024 | NK Rudeš               |
| 2024      | HNK Gorica             |
| 2024–2025 | KF Shkupi              |

### Selección nacional
Jugó para la selección nacional Sub-21 en una ocasión en 2018.

## Muerte
Murió el 16 de marzo de 2025 a los 25 años como una de las víctimas del incendio de la discoteca de Kočani donde sufrió quemaduras y se asfixió por inhalar humo.